# Guarromán (kommunhuvudort)
Guarromán är en kommunhuvudort i Spanien.   Den ligger i provinsen Provincia de Jaén och regionen Andalusien, i den centrala delen av landet, 250 km söder om huvudstaden Madrid. Guarromán ligger 350 meter över havet och antalet invånare är 2 955.
Terrängen runt Guarromán är platt åt sydost, men åt nordväst är den kuperad. Guarromán ligger nere i en dal. Runt Guarromán är det ganska tätbefolkat, med 230 invånare per kvadratkilometer. Närmaste större samhälle är Linares de Mora, 10,7 km söder om Guarromán. Omgivningarna runt Guarromán är i huvudsak ett öppet busklandskap.